# Deichmuseum Land Wursten
Das Deichmuseum Land Wursten ist ein Museum in der niedersächsischen Gemeinde Wurster Nordseeküste im Ortsteil Dorum, welches sich mit dem Thema Deichbau und Küstenschutz beschäftigt.

## Geschichte
Das Deichmuseum Land Wursten wurde im Jahr 1985 eröffnet und ist seitdem ein wichtiger Anlaufpunkt für alle, die sich für den Deichbau und den Küstenschutz interessieren. Es befindet sich im Südflügel der Deichgraf Johans Grundschule.

## Ausstellung
Das Deichmuseum Land Wursten verfügt über eine umfangreiche Ausstellung, die sich mit dem Thema Deichbau und Küstenschutz beschäftigt. Die Ausstellung zeigt, wie Deiche gebaut werden, welche Materialien dabei verwendet werden und welche Arbeiten zur Pflege und Instandhaltung notwendig sind. Besucher können sich auch über die Geschichte des Küstenschutzes informieren und erfahren, wie er sich im Laufe der Jahrhunderte entwickelt hat.
Ein besonderes Highlight der Ausstellung ist die Nachbildung eines Deichabschnitts, die es den Besuchern ermöglicht, die verschiedenen Schichten eines Deiches zu betrachten und zu verstehen, wie sie zusammenspielen. Außerdem können Besucher im Deichmuseum Land Wursten eine Vielzahl von historischen Geräten und Werkzeugen besichtigen, die zur Deichpflege und Instandhaltung genutzt wurden.

## Weitere Aktivitäten
Das Deichmuseum Land Wursten bietet auch regelmäßig Veranstaltungen und Führungen an, die sich mit dem Thema Deichbau und Küstenschutz beschäftigen. Hier können Besucher ihr Wissen vertiefen und weitere Informationen über den Küstenschutz in der Region erhalten. Außerdem gibt es im Museum einen Shop, in dem Besucher Souvenirs und Bücher zum Thema Deichbau und Küstenschutz erwerben können.